# Árnadóttir
Árnadóttir ist ein isländischer Name.

## Bedeutung
Der Name ist ein Patronym und bedeutet Tochter des Árni. Die männliche Entsprechung ist Árnason.

## Namensträgerinnen
- Anna Kolbrún Árnadóttir (1970–2023), isländische Politikerin
- Ásta Árnadóttir (* 1983), isländische Fußballspielerin
- Ásta Eir Árnadóttir (* 1993), isländische Fußballspielerin
- Guðný Árnadóttir (* 2000), isländische Fußballspielerin
- Halla Margrét Árnadóttir (* 1964), isländische Sängerin
- Kristín Aðalbjörg Árnadóttir (* 1957), isländische Diplomatin
- Ragna Árnadóttir (* 1966), isländische Politikerin
- Ragnheiður Elín Árnadóttir (* 1967), isländische Politikerin
- Steinunn Þóra Árnadóttir (* 1977), isländische Politikerin
- Þórdís Árnadóttir (1933–2013), isländische Schwimmerin

Siehe auch:
- Arnardóttir